# 游卡桌游
游卡桌游（英語：yokagames，正式名称为游卡桌游文化发展有限公司，简称游卡），是中国大陆一家以桌上游戏为核心的文创公司，知名产品包括《三国杀》、《谋杀之谜》等。公司先后经历北京游卡与杭州游卡两个阶段，前者为品牌发端与实体卡牌业务主体，后者则继承并发展其线上与IP业务，是《三国杀》等产品的当前运营实体。公司创始人是杜彬。游卡在2008年以《三国杀》引发中国桌游行业的第一波发展高潮。

## 历史沿革

### 北京游卡时期（2008－2015）
2007-2008年初，黄恺、李由、杜彬等人在北京共同组建“游卡桌游工作室”，筹资约5万元，开始研发并推广《三国杀》桌游原型，并于2008年初在北京创立游卡桌游公司，法人为黄恺。其代表作《三国杀》以三国历史为背景，结合卡牌与身份系统，广受玩家欢迎，成为中国大陆桌游市场的代表性产品。
2009年，北京游卡获得杭州边锋网络技术有限公司的投资，并于同年合作推出《三国杀 Online》网页版。此后几年间，北京游卡在保持实体卡牌发行的同时，持续拓展其数字化产品形态。
2011年底，边锋网络通过增资扩股的方式获得北京游卡控股权，游卡成为边锋集团旗下子公司。此时北京游卡以实体卡牌、网页版《三国杀》及桌游线下推广为核心业务，并在中国大陆确立了其领先地位。

### 杭州游卡时期（2015后）
2015年11月，北京游卡管理团队与边锋网络达成协议，成立杭州游卡网络技术有限公司，法定代表人为杜彬，注册资本约2.6亿人民币，以合资形式承接《三国杀》及相关业务。新公司注册地在杭州，原北京游卡团队成为控股方，边锋网络为战略投资方。
2016年起，杭州游卡逐步扩展产品线，推出《谋杀之谜》等创新桌游，并建立完整赛事体系，推动《三国杀》职业化运营。同年，公司开始在IP衍生、剧本杀、线上直播、短视频传播等领域布局。
2017年7月，边锋进一步降低持股比例，通过产权交易转让31%股权，正式退出控股。杭州游卡实现控股权集中化，成为完全独立的民营企业。此后，杭州游卡持续推进品牌多元化，建立"YOKAVERSE"品牌宇宙，涵盖卡牌、动画、文学、线下体验馆等多个板块。

## 主要产品与业务
- 三国杀：公司核心产品，涵盖实体卡牌、网页版、移动端、动画、赛事等多个形态。

## 公司文化
游卡强调"游戏即文化"理念，致力于通过游戏叙事传递历史、人文与想象力。近年来，公司注重年轻人社交需求、IP运营与数字转型，力图将传统桌游与现代泛娱乐形式结合。
公司的创业目标是“促进中国桌游产业的形成，成为行业领头羊企业”。

## 外链
- 游卡公司官网 （页面存档备份，存于）